# 7484 Dogo Onsen
7484 Dogo Onsen (1994 WF4) là một tiểu hành tinh vành đai chính được phát hiện ngày 30 tháng 11 năm 1994 bởi Nakamura, A. ở Kuma.